# Evenser Moor
Das Evenser Moor ist ein Naturschutzgebiet in der niedersächsischen Stadt Neustadt am Rübenberge in der Region Hannover.
Das Naturschutzgebiet mit dem Kennzeichen NSG HA 184 ist 47 Hektar groß. Es liegt zwischen Evensen und Büren. Es stellt eine alte, verlandete Flussschlinge der Leine mit einem angrenzenden Prallhang unter Schutz, die sich nach pollenanalytischen Untersuchungen vermutlich im Weichsel-Spätglazial ausgebildet und sich mit ihrem Prallhang weit in die sich hier bis zu 20 Meter über die Leineaue erhebende Geest eingeschnitten hat.
Das Naturschutzgebiet wird von Nieder- und Übergangsmoor mit Moor- und Bruchwäldern geprägt. Daneben ist auf quelligen Flächen Auwald zu finden. In den Wäldern finden sich strukturreiche Krautschichten und Torfmoose. In den Moorbereichen sind ehemalige bäuerliche Handtorfstiche zu finden, die sich vielfach zu kleinen Stillgewässern mit einer gut entwickelten Wasser- und Ufervegetation entwickelt haben.
Entlang des Prallhangs hat sich ein schmaler Saum aus feuchtem Birken-Stieleichenwald angesiedelt. Teilweise ist hier auch Kiefernwald zu finden, der zu Eichen-Buchenwald umgewandelt werden soll.
Im Süden des Naturschutzgebietes sind vereinzelt Dauergrünland, Acker- und Ruderalflächen zu finden.
Das Gebiet entwässert über Gräben zum Evenser Moorgraben, welcher wiederum über Hagener Bach bzw. Schelpwischgraben zur Leine entwässert.
Das Gebiet steht seit dem 29. Mai 2008 unter Naturschutz. Zuständige untere Naturschutzbehörde ist die Region Hannover.